# Journal of Paleontology
Journal of Paleontology är en vetenskaplig tidskrift som ges ut av The Paleontological Society.